# موسی بی‌لی (فضولی)
موسی بی‌لی (ترکی آذربایجانی: Musabəyli) یک منطقهٔ مسکونی در جمهوری آرتساخ است که در استان هادروت واقع شده‌است.